# Clarksville (Tennessee)
Clarksville is een stad in de Amerikaanse staat Tennessee en telt 103.455 inwoners. Het is hiermee de 224e stad in de Verenigde Staten (2000). De oppervlakte bedraagt 245,7 km², waarmee het de 71e stad is.

## Demografie
Van de bevolking is 7,3 % ouder dan 65 jaar en bestaat voor 21,1 % uit eenpersoonshuishoudens. De werkloosheid bedraagt 3,5 % (cijfers volkstelling 2000).
Ongeveer 6 % van de bevolking van Clarksville bestaat uit hispanics en latino's, 23,2 % is van Afrikaanse oorsprong en 2,2 % van Aziatische oorsprong.
Het aantal inwoners steeg van 76.508 in 1990 naar 103.455 in 2000.

## Klimaat
In januari is de gemiddelde temperatuur 1,1 °C, in juli is dat 25,6 °C. Jaarlijks valt er gemiddeld 1289,1 mm neerslag (gegevens op basis van de meetperiode 1961-1990).

## Plaatsen in de nabije omgeving
De onderstaande figuur toont nabijgelegen plaatsen in een straal van 24 km rond Clarksville.

## Geboren
- Clarence Cameron White (1880-1960) componist, muziekpedagoog, dirigent en violist
- Dorothy Jordan (1906-1988), actrice
- Wilma Rudolph (1940-1994), atlete